# 黄杨叶栒子
黄杨叶栒子（学名：Cotoneaster buxifolius）是蔷薇科栒子属的植物。分布于印度以及中国大陆的云南、贵州、四川等地，生长于海拔1,000米至3,300米的地区，多生在多石砾坡地及灌木丛中。
其种加词“buxifolius”意为“叶形像黄杨叶的”。

## 别名
车轮棠（植物学大辞典）

## 异名
- Cotoneaster buxifolius var. buxifolius
- Cotoneaster hookerianus
- Cotoneaster marginatus K.Koch
- Cotoneaster microphyllus var. buxifolia (Lindl.) Dippel
- Pyrus buxifolia (Wall. ex Lindl.) M.F.Fay & Christenh.

## 变种
- 黄杨叶栒子小叶变种（学名：Cotoneaster buxifolius var. vellaeus）为蔷薇科栒子属下的一个变种。
- 黄杨叶栒子多花变种（学名：Cotoneaster buxifolius var. marginatus）为蔷薇科栒子属下的一个变种。